# Mount Mckay
Mount Mckay, även Mount McKay, är ett berg i Australien. Det ligger i delstaten Victoria, omkring 230 kilometer nordost om delstatshuvudstaden Melbourne. Toppen på Mount Mckay är 1 849 meter över havet, eller 192 meter över den omgivande terrängen. Bredden vid basen är 5,9 km.
Runt Mount Mckay är det mycket glesbefolkat, med 3 invånare per kvadratkilometer.. Närmaste större samhälle är Mount Beauty, omkring 17 kilometer norr om Mount Mckay. 
Trakten runt Mount Mckay består i huvudsak av gräsmarker. Genomsnittlig årsnederbörd är 1 512 millimeter. Den regnigaste månaden är juli, med i genomsnitt 183 mm nederbörd, och den torraste är januari, med 46 mm nederbörd.